# Elophos caelibaria
Elophos caelibaria är en fjärilsart som beskrevs av Herrich-Schäffer 1852. Elophos caelibaria ingår i släktet Elophos och familjen mätare. Inga underarter finns listade i Catalogue of Life.